# Tillandsia delicata
Tillandsia delicata Ehlers, 1999 è una pianta della famiglia delle Bromeliaceae.

## Distribuzione e habitat
Questa specie è un endemismo dello stato messicano di Oaxaca.